# ۱۷۵۷ (میلادی)
۱۷۵۷ (میلادی) هزار و هفتصد و پنجاه و هفتمین سال تقویم میلادی است.

## زادگان
- ۹ اکتبر - شارل دهم، پادشاه فرانسه
- ۲۲ ژوئن – جرج ونکوور، کاشف بریتانیایی (د. ۱۷۹۸)
- ۶ سپتامبر – ژیلبر دو موتیه دو لا فایت، افسر و سیاست‌مدار فرانسوی (د. ۱۸۳۴)
- ۱ نوامبر – آنتونیو کانووا، نقاش و مجسمه‌ساز ایتالیایی (د. ۱۸۲۲)
- ۲۸ نوامبر – ویلیام بلیک، نویسنده، نقاش، و شاعر بریتانیایی (د. ۱۸۲۷)
- ۱۷ دسامبر – ناتانیل مکون، سیاست‌مدار آمریکایی (د. ۱۸۳۷)

## درگذشتگان
- ۲۳ ژوئیه – دومنیکو اسکارلاتی، آهنگساز ایتالیایی (ز. ۱۶۸۵)